# Oberscheinfeld
Oberscheinfeld er en købstad (markt) i den mittelfrankiske Landkreis Neustadt an der Aisch-Bad Windsheim i den tyske delstat Bayern. Den er en del af Verwaltungsgemeinschaft Scheinfeld.

## Geografi
Kommunen ligger midt i Steigerwald.
Nabokommuner er (med uret, fra nord): Geiselwind, Burghaslach, Scheinfeld, Markt Bibart, Iphofen og Castell.

### Inddeling
I kommunen ligger ud over Oberscheinfeld landsbyerne:
| - Appenfelden - Herper - Herpersdorf - Herrnberg | - Krettenbach - Lohmühle - Mannhof - Oberambach - Oefelesmühle | - Prühl - Prühlermühle - Schloßmühle - Schönaich - Schönaichermühle | - Seufertshof - Stierhöfstetten - Ziegelhütte - Ziegelmühle |